# Сант-Аньезе-ин-Агоне (титулярная диакония)
Титулярная диакония Сант-Аньезе-ин-Агоне (лат. Diaconia Sanctæ Agnetis in Agone) — титулярная церковь была создана Папой Львом X 6 июля 1517 года, когда, во время консистории от 1 июля 1517 года, значительно увеличилось число кардиналов. Титулярная диакония была упразднена Папой Иннокентием XI 5 октября 1654 года и была переведена в титулярную церковь Сант-Аньезе-фуори-ле-Мура.
В 1998 году Папа Иоанн Павел II восстановил титулярную диаконию. Титулярная диакония принадлежит барочной базилике Сант-Аньезе-ин-Агоне, расположенной в районе Рима Парионе, на пьяцца Навона.

## Список кардиналов-дьяконов и кардиналов-священников
Список кардиналов-дьяконов и кардиналов-священников титулярной диаконии Сант-Аньезе-ин-Агоне (1291—1654)
- Бенедетто Каэтани, титулярная диакония pro illa vice (22 сентября 1291 — 24 декабря 1294, позднее избран Папой Бонифацием VIII);
  - вакансия (1294 — 1517);
- Андреа Делла Валле (6 июля 1517 — 27 марта 1525, назначен кардиналом-священником Санта-Приска);
  - вакансия (1525 — 1533);
- Клод де Лонгви де Живри (10 ноября 1533 — 9 августа 1561, до смерти);
- Пьер Франческо Ферреро (10 ноября 1561 — 7 октября 1565, назначен кардиналом-священником Сант-Анастазия);
  - вакансия (1565 — 1570);
- Карло Грасси (9 июня 1570 — 25 марта 1571, до смерти);
  - вакансия (1571 — 1587)
- Антонио Мария Галли (14 января 1587 — 30 августа 1600, назначен кардиналом-священником Санта-Прасседе);
  - вакансия (1600 — 1605);
- Жак Дави Дю Перрон (7 января 1605 — 5 сентября 1618, до смерти);
  - вакансия (1618 — 1621);
- Андреа Барони Перетти Монтальто (5 мая — 24 октября 1621, назначен кардиналом-священником Сан-Лоренцо-ин-Лучина);
- Оттавио Ридольфи (26 октября 1622 — 7 октября 1623, назначен кардиналом-священником Сант-Агата-алла-Субурра);
  - вакансия (1623 — 1628);
- Джироламо Колонна (28 февраля 1628 — 27 июня 1639, назначен кардиналом-дьяконом Санта-Мария-ин-Козмедин);
- Джироламо Вероспи (10 февраля 1642 — 5 января 1652, до смерти);
- Баччо Альдобрандини (12 марта 1652 — 5 октября 1654, назначен кардиналом-священником Сант-Аньезе-фуори-ле-Мура);
- Титул упразднён в 1654 году.

Список кардиналов-дьяконов и кардиналов-священников титулярной диаконии Сант-Аньезе-ин-Агоне (с 1998)
- Лоренцо Антонетти (21 февраля 1998 — 1 марта 2008), титул pro illa vice (1 марта 2008 — 10 апреля 2013, до смерти);
- Герхард Людвиг Мюллер (24 февраля 2014 — 1 июля 2024), титул pro illa vice (1 июля 2024 — по настоящее время).